# Медведєв Олександр Валерійович
Олександр Валерійович Медведєв (нар. 7 липня 1994, Краматорськ, Донецька область, Україна) — український футболіст, центральний захисник.

## Життєпис
Народився в місті Краматорськ Донецької області. У ДЮФЛУ виступав за «Моноліт» (Іллічівськ) та «Іллічівець» (Маріуполь). З 2011 року тренувався разом з першою командою, але ігрову практику отримував в «Іллічівці-2». У професіональному футболі дебютував 23 липня 2011 року в програному (0:1) виїзному поєдинку 1-го туру групи Б Другої ліги України проти горностаївського «Миру». Олександр вийшов на поле в стартовому складі з капітанською пов'язкою, на 75-й хвилині отримав першу жовту картку, а на 84-й хвилині побачив перед собою друге попередження та достроково залишив футбольне поле. У першій половині сезону 2011/12 років виходив на поле в 9-ти матчах Другої ліги України. Але шансів проявити себе в першій команді маріупольців так і не отримав. У 2013 році захищав кольори сумської «Барси» в аматорському чемпіонаті України.
У липні 2014 року перейшов до ПФК «Суми», але в першій частині сезону 2014/15 років не зіграв за «професіоналів» жодного офіційного поєдинку. Натомість у 2014 році виступав за «Спартак-Сумбуд» з чемпіонату Сумської області. Напередодні відновлення другої половини сезону 2014/15 років повернувся до «Сум». У футболці «городян» дебютував 21 березня 2015 року в переможному (1:0) виїзному поєдинку 18-го туру Першої ліги України проти харківського «Геліоса». Медведєв вийшов на поле в стартовому складі та відіграв увесь матч. Першим голом у професіональній кар'єрі відзначився 11 травня 2015 року на 89-й хвилині нічийного (1:1) виїзного поєдинку 26-го туру Першої ліги України проти комсомольського «Гірник-Спорту». Олександр вийшов на поле в стартовому складі та відіграв увесь матч. Наприкінці листопада 2015 року залишив «професіоналів», але незабаром повернувся до команди. За два з половиною сезони в складі «Сум» у Першій лізі України зіграв 54 матчі (1 гол), ще 2 поєдинки провів у кубку України.
Наприкінці січня 2017 року підсилив «Інгулець-2», але майже одразу був переведений до першої команди. У футболці петрівського клубу дебютував 18 березня 2017 року в програному (0:1) виїзному поєдинку 21-го туру Першої ліги України проти «Миколаєва». Медведєв вийшов на поле в стартовому складі, а на 68-й хвилині його замінив Антон Шарко. Першим голом за «Інгулець» відзначився 23 квітня 2017 року на 27-й хвилині програного (1:2) домашнього поєдинку 26-го туру Першої ліги України проти рівненського «Вереса». Олександр вийшов на поле в стартовому складі та відіграв увесь матч. У сезоні 2016/17 років виступав за першу команду петрівчан, але наступного сезону частіше з'являвся на полі в поєдинках другої команди. Загалом за «Інгулець» у Першій лізі зіграв 16 матчів (2 голи), ще 2 поєдинки провів у кубку України, а також зіграв 10 матчів за «Інгулець-2» у Другій лізі України.
На початку січня 2018 року підписав контракт з «Авангардом», але вже незабаром перебрався до аматорського «Альянсу». У складі команди з Липової Долини спочатку виступав в чемпіонаті Сумської області та аматорському чемпіонаті України. У футболці «Альянсу» на професіональному рівні дебютував 11 серпня 2019 року в нічийному (1:1) виїзному поєдинку 3-го туру групи Б Другої ліги України проти «Нікополя». Медведєв вийшов на поле на 78-й хвилині, замінивши Євгена Меженського. Єдиним голом за клуб з Липової Долини відзначився 27 серпня 2019 року на 9-й хвилині переможного (4:1) домашнього поєдинку другого попереднього раунду кубку України проти борщагівської «Чайки». Олександр вийшов на поле в стартовому складі та відіграв увесь матч. У сезоні 2019/20 років допоміг «Альянсу» підвищитися в класі. Наступного сезону виступав у Першій лізі України.
Влітку 2021 року повернувся до «Краматорська». У футболці «городян» дебютував 18 серпня 2021 року в програному (1:2) виїзному поєдинку 2-го попереднього раунду кубку України проти долинського «Альянсу». Медведєв вийшов на поле в стартовому складі та відіграв увесь матч. У Першій лізі України дебютував за «Краматорськ» 5 вересня 2021 року в програному (0:2) виїзному поєдинку 7-го туру проти франківського «Прикарпаття». Олександр вийшов на поле в стартовому складі та відіграв увесь матч. Загалом за команду рідного міста зіграв 7 матчів у Першій лізі України та 1 поєдинок у кубку України. На початку січня 2022 року вільним агентом залишив «Краматорськ».